# Sphyracephala europaea
Sphyracephala europaea is een vliegensoort uit de familie van de Diopsidae. De wetenschappelijke naam van de soort is voor het eerst geldig gepubliceerd in 1997 door Papp & Foldvari.